# Bartolo Anglani
Bartolo Anglani (Ostuni, 1943) è uno scrittore e critico letterario italiano.
È stato docente di Letterature Comparate nell'Università di Bari.
Ha pubblicato libri e saggi su Gramsci (Egemonia e poesia, Manni 1999; Solitudine di Gramsci, Donzelli, 2007), Goldoni (Il mercato, la scena l’utopia, Liguori, 1983; Le passioni allo specchio. Autobiografie goldoniane, con Kepos, 1996; Che cos’è questa crisi? Divagazioni sul teatro di Goldoni e sui suoi interpreti, Aracne 2015; «Il soave mestier della birba». I ciarlatani di Goldoni e altri saggi, Aracne 2016), Rousseau (Le maschere dell’Io. Rousseau e la menzogna autobiografica, Schena 1996), Alfieri (La tragedia impossibile. Alfieri e la profanazione del tragico, Aracne 2017; L’altro Io. Alfieri: autobiografia e identità, Dell’Orso 2018), Baretti, Ortes, Diderot, Verri (Il dissotto delle carte: sociabilità, sentimenti e politica tra i Verri e Beccaria , FrancoAngeli 2005; «L’uomo non si muta»: Pietro Verri tra letteratura e autobiografia, Edizioni di Storia e Letteratura 2012), Giuseppe Parini  (I lumi della notte: progresso e poesia in Giuseppe Parini, Laterza 2002)  e altri autori del XVIII secolo, e contributi sulla storia e sulla critica dell'autobiografia. Come Visiting Professor ha insegnato in varie università francesi e americane (tra cui Harvard). Come autore di narrativa ha pubblicato: Cento modi per morire, Stilo di Bari 2014; Pupazzi di pioggia, Formebrevi di Caltanissetta 2017; Dall’altra parte del mondo, ovvero la leggenda dell’oro verde, Caosfera (2018). Dirige la collana «Oggetti e Soggetti» con la casa editrice Aracne di Roma.